# Sam Maisonobe
Sam Maisonobe, né le 8 septembre 2003 à Toulouse, est un coureur cycliste français.

## Biographie
Sam Maisonobe commence sa carrière sportive par le triathlon. Dans les catégories de jeune, il devient champion du monde U16 de l'UNSS (Union nationale du sport scolaire) et champion de France de triathlon et de duathlon. En 2023, il participe pour la première fois à des courses cyclistes sur route et remporte ses premiers succès au niveau national, notamment en étant le vainqueur du Tour Boischau Champagne Brenne. Encouragé par son entraîneur, il se tourne complètement vers le cyclisme et devient membre du club français Vendée U pour la saison 2024. Après de nouveaux succès dans les courses du calendrier national, il remporte sa première victoire dans une course UCI avec une victoire d'étape à la Ronde de l'Isard. En août, il décroche deux succès d'étape au Tour cycliste international de la Guadeloupe 2024, où il termine troisième et meilleur jeune du classement général.

### Carrière professionnelle
Trois jours après la fin du Tour de la Guadeloupe, l'équipe Cofidis annonce son recrutement pour la saison 2025. Il épingle le premier dossard de sa carrière professionnelle sur le Grand Prix La Marseillaise (43e), remporté par son coéquipier Valentin Ferron. Il enchaîne avec l’Étoile de Bessèges, marquée par des conditions météorologiques difficiles, des problèmes de sécurité et le retrait de différentes équipes, il en prend la 21e place du classement général. Le 21 février, il termine 19e de la Classic Var. Malgré son statut de néo-professionnel, il est retenu pour participer à Paris-Nice. Souffrant d'une bronchite, il abandonne lors de la quatrième étape. Néanmoins, il est rapidement de nouveau aligné au niveau World Tour, découvrant les classiques belges, 71e de l'E3 Saxo Bank Classic, 33e de Gand-Wevelgem après avoir été membre de la première échappée et 68e d'À travers les Flandres. Début avril, il termine 15e du classement général du Région Pays de la Loire Tour et est le coureur le mieux classé de son équipe. Au terme de ce mois, il découvre l'Amstel Gold Race (abandon). Il se distingue de nouveau sur un classement général en mai, 12e des Quatre Jours de Dunkerque.

## Palmarès sur route

### Par années
- 2024
  - 3e étape de la Ronde de l'Isard
  - 5e étape du Tour de la communauté de Madrid
  - 2e et 8e étapes du Tour cycliste international de la Guadeloupe
  - 2e du Circuit du Mené
  - 2e du Tour de la communauté de Madrid espoirs
  - 3e des Boucles de l'Essor
  - 3e de La Sportbreizh
  - 3e du Tour cycliste international de la Guadeloupe
  - 3e du Tour du Jura (Suisse)

### Classements mondiaux
| Année                                 | 2024 |
| ------------------------------------- | ---- |
| Classement mondial                    | 999e |
|                                       |      |
| Légende : nc = non classéSource : UCI |      |